# Don Wakamatsu
Wilbur Donald Wakamatsu (né le 22 février 1963 à Hood River, Oregon, États-Unis) est un ancien joueur de baseball devenu entraîneur. Depuis la saison 2014, il est instructeur de banc des Royals de Kansas City de la Ligue majeure de baseball.
Wakamatsu est l'ancien manager des Mariners de Seattle. Il est entré en fonction en 2009, devenant le premier manager d'origine asiatique de l'histoire des majeures, et est demeuré en poste jusqu'en août 2010.
Don Wakamatsu a également joué brièvement dans les majeures à la position de receveur pour les White Sox de Chicago en 1991.

## Carrière

### Joueur
Joueur de baseball à l'Université Arizona State, Don Wakamatsu a été sélectionné au 11e rang par les Reds de Cincinnati en 1985. Il a pris part à 18 parties dans les Ligues majeures comme receveur avec les White Sox de Chicago en 1991. Il a fait 31 apparitions au bâton, frappé 7 coups sûrs pour une moyenne de ,226, marqué deux fois et soutiré un but-sur-balles. Il a par la suite évolué dans les ligues mineures jusqu'en 1996.

### Manager

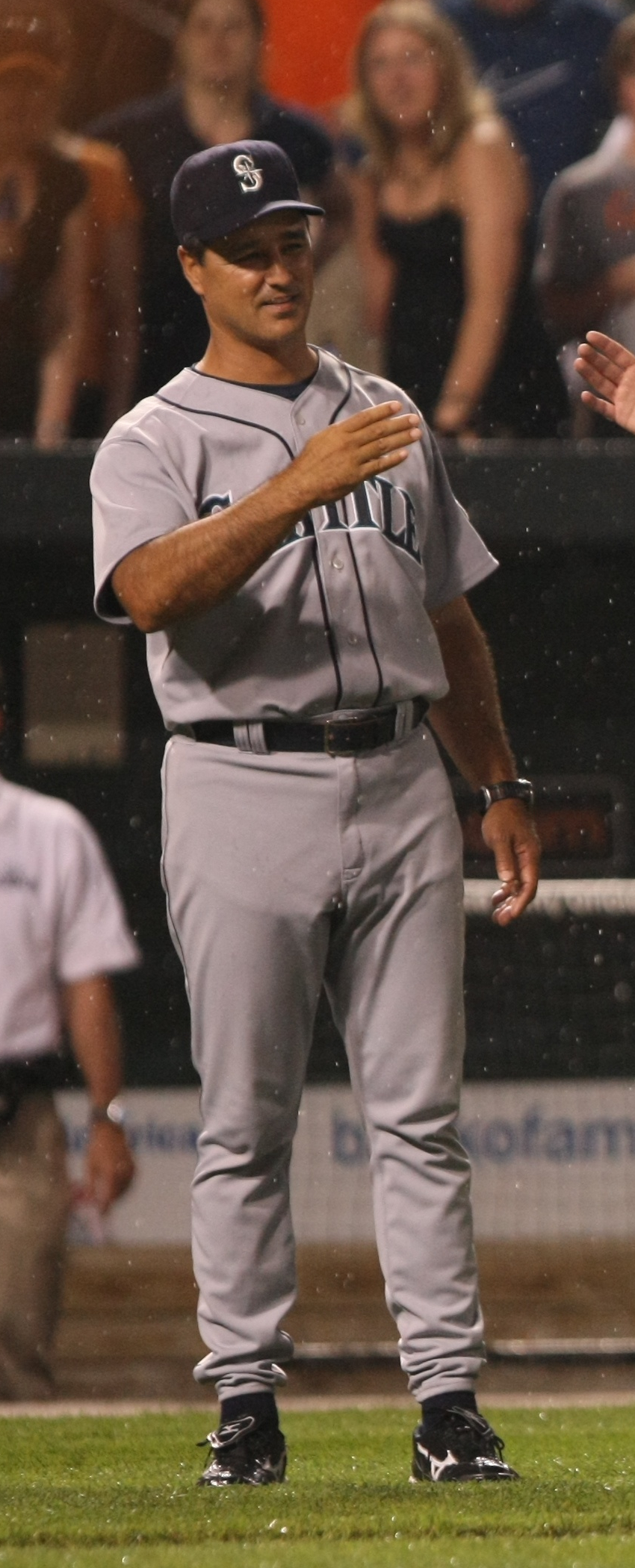
Don Wakamatsu avec les Mariners de Seattle.

Après sa retraite de joueur, Wakamatsu est devenu manager avec les Arizona League Diamondbacks (1997) à Peoria au niveau A, les Diablos d'El Paso (Ligue du Texas, 1999) en classe AA et les SeaWolves d'Erie (Eastern League, 2000). En 1998, il fut nommé manager de l'année dans la California League alors qu'il dirigeait les High Desert Mavericks.
Il est promu dans les Ligues majeures et occupe les fonctions d'instructeur des receveurs avec les Angels d'Anaheim en 2001 et 2002. De 2003 à 2006, il est instructeur dans l'abri des joueurs chez les Rangers du Texas. En 2006, il est manager pendant deux matchs en remplacement de Buck Showalter, hospitalisé. En 2007 avec les Rangers, il devient instructeur au troisième but.
En 2008, il est instructeur dans l'abri des Athletics d'Oakland.
Le 19 novembre 2008, il est nommé manager des Mariners de Seattle, devenant le premier Asiatique à occuper ce poste dans les majeures. Il hérite pour 2009 d'une équipe jeune et inexpérimentée et aura la tâche de redresser la franchise, qui vient de vivre la 3e pire saison de son histoire (101 défaites) et sa plus mauvaise campagne depuis 1983.
À sa première saison comme manager dans les majeures, Wakamatsu a été invité à être un des deux adjoints de Joe Maddon au match des étoiles du baseball, le 14 juillet 2009 au Busch Stadium de Saint-Louis. Les Mariners terminent la campagne avec une étonnante fiche de 85-77, soit 24 gains de plus que l'année précédente. Il termine quatrième au vote du manager de l'année dans la Ligue américaine.
En 2010, les performances des Mariners, que d'aucuns voyaient en première place de leur division, s'avèrent très décevantes. Le 23 juin, lors d'un match contre Boston, une altercation éclate dans l'abri des joueurs entre Wakamatsu et Chone Figgins. Ce dernier venait d'être cloué au banc par son manager après avoir regardé passer sans réagir un relais du champ extérieur lui étant destiné, permettant à Mike Cameron des Red Sox d'étirer un double en triple. Le 9 août, Wakamatsu, ayant perdu la confiance de ses joueurs et de son patron Jack Zduriencik, est congédié en même temps que les instructeurs Rick Adair et Ty Van Burkleo. Daren Brown est nommé manager des Mariners par intérim. Seattle avait une fiche de 42 victoires et 70 défaites au moment du licenciement de Wakamatsu.
Don Wakamatsu portait le numéro d'uniforme 22 avec Seattle.
En 2011, il se joint au personnel d'instructeurs des Blue Jays de Toronto et est adjoint sur le banc à John Farrell. Il reste deux saisons (2011-2012) chez les Blue Jays.
Depuis la saison 2014, il est instructeur de banc des Royals de Kansas City.

## Vie personnelle
Né d'un père nippo-américain et d'une mère irlando-américaine, Wakamatsu est un Japonais de quatrième génération dont le père est né dans un camp d'internement où furent incarcérés de nombreux Japonais-américains durant la Seconde Guerre mondiale.